# Jurija
Jurija je žensko osebno ime.

## Izvor imena
Ime Jurija je ženska oblika moškega osebnega imena Jurij.

## Pogostost imena
Po podatkih Statističnega urada Republike Slovenije  na dan 31. decembra 2007 v Sloveniji ni bilo ženskih oseb z imenom Jurija ali pa je bilo število nosilk tega imena manjše od 5.

## Osebni praznik
Osebe z imenom Jurija lahko godujejo takrat kot osebe z imenom Jurij.